# Sharon Shinn
Sharon Shinn (ur. 28 kwietnia 1957 w Wichita w stanie Kansas) – amerykańska pisarka, autorka literatury fantasy i science fiction, dziennikarka.
W 1979 ukończyła studia licencjackie Northwestern University z zakresu dziennikarstwa, w tym samym roku rozpoczęła pracę w zawodzie dziennikarki. Otrzymała nagrody literackie – Nagrodę Williama L. Crawforda (1996; za debiut powieściowy Żona zmiennokształtnego) i Romantic Times Reviewers' Choice Award (2004; za powieść Archanioł).

## Powieści
- The Shape-Changer's Wife (1995; wydanie polskie 1997 Żona zmiennokształtnego)

Seria Samaria
1. Archangel (1996; wydanie polskie 2000 Archanioł)
2. Jovah's Angel (1997)
3. The Alleluia Files (1998)
4. Angelica (2003)
5. Angel-Seeker (2004)

- Wrapt in Crystal (1999)
- Heart of Gold (2000)
- Summers at Castle Auburn (2001)
- Jenna Starborn (2002)

Seria Safe-Keepers
1. The Safe-Keeper's Secret (2004)
2. The Truth-Teller's Tale (2005)
3. Dream-Maker's Magic (2006)

Seria Twelve Houses
1. Mystic and Rider (2005)
2. The Thirteenth House (2006)
3. Dark Moon Defender (2006)
4. Reader and Raelynx (2007)
5. Fortune and Fate (2008)

- General Winston's Daughter (2007)
- Gateway (2009)

Seria Elemental Blessings
1. Troubled Waters (2010)
2. Royal Airs (2013)
3. Jeweled Fire (2015)
4. Unquiet Land (2016)

Seria Shifting Circle
1. The Shape of Desire (2012)
2. Still Life with Shapeshifter (2012)
3. The Turning Season (2014)

## Powieść graficzna
- Shattered Warrior (2017)

## Zbiory opowiadań
- To Weave a Web of Magic (wraz z trzema innymi autorkami; 2004)
- The Queen in Winter (wraz z trzema innymi autorkami; 2006)
- Elemental Magic (wraz z trzema innymi autorkami; 2007)
- Never After (wraz z trzema innymi autorkami; 2009)
- Quatrain (wraz z trzema innymi autorkami; 2009)
- Angels of Darkness (wraz z czworgiem innych autorów; 2011)

## Opowiadania  i nowele
- The Sorcerer's Assassin (2004)
- The Double-Edged Sword (2006)
- Bargain with the Wind (2007)
- The Unrhymed Couplets of the Universe (2008)
- The House of Seven Spirits (2008)
- The Wrong Bridegroom (2009)
- Nocturne (2011)